# Aboul Affan
Vous pouvez aider à l'améliorer ou bien discuter des problèmes sur sa page de discussion.
- Certaines informations devraient être mieux reliées aux sources mentionnées dans la bibliographie ou les liens externes. Améliorez sa vérifiabilité en les associant par des références. (Marqué depuis février 2025)
- La traduction doit être revue. Le contenu est difficilement compréhensible à cause d’erreurs de traduction, peut-être dues à l’utilisation d’un logiciel de traduction automatique. (Marqué depuis février 2025)

Abu Iqal al-Aghlab ibn Ibrahim en arabe : أبو عقال العغلب بن إبراهيم est le quatrième émir aghlabide d'Ifriqiya, régnant de 838 jusqu'à sa mort en février 841. Il est réputé pour son érudition et son intelligence, ainsi que pour son administration compétente. Son fils Muhammad I lui succède.